# سه تابلوی سرخ
سه پرچم سرخ شعار ایدئولژیکی آخر دههٔ ۱۹۵۰ برای ساختن دولت سوشالیست بدست مردم چین بود. سه پرچم سرخ شامل خط کلی ساخت و ساز سوشالیست، پرش بلند به جلو، و کمون‌های مردم بود.
پس از نخستین برنامهٔ پنج‌ساله، جمهوری خلق چین با معرفی «جنبش سه پرچم سرخ» ساخت سوسیالیستی خود را ادامه داد. خط عمومی مردم چین را به این هدف رهنمون کرد که «همهٔ کارها را انجام دهند، هدف را بالا ببرند و سوسیالیسم را با نتایج بزرگ‌تر، سریع‌تر، بهتر و اقتصادی‌تر بسازند.» در پایان سال ۱۹۵۸، تقریباً همهٔ دهقانان چینی در کمون‌هایی به‌طور متوسط هر خانوار ۵٬۰۰۰ خانوار سازمان یافته بودند. تمام دارایی‌های خصوصی برای کمون‌ها گرفته شده یا به آن‌ها کمک شده‌است و مردم اجازه ندارند غذای خود را بپزند و در عوض در سالن‌های غذاخوری عمومی غذا می‌خورند. جهش بزرگ به جلو، که از سال ۱۹۵۸ آغاز شد، یک کارزار مدرن‌سازی سریع با استفاده از منابع گستردهٔ نیروی کار چین در پروژه‌های کشاورزی و صنعتی بود. در عوض جهش منجر به نابودی اقتصادی و ده‌ها میلیون مرگ به دلیل قحطی شد و تقریباً در اوایل سال ۱۹۶۲ رها شد. عضویت در کمون‌ها در اوایل دههٔ ۱۹۶۰ به تدریج کاهش یافت، با این کار برخی از مالکیت املاک خصوصی و بنگاه‌های اقتصادی مجدداً مجاز بودند. کمون‌ها تا زمان برچیده شدن در اوایل دههٔ ۱۹۸۰ تحت مدیریت دنگ شیائوپینگ ادامه یافتند.